# Ліхтарна акула вирівняна
Ліхтарна акула вирівняна (Etmopterus bullisi) — акула з роду Ліхтарна акула родини Ліхтарні акули. Інша назва «лійнована ліхтарна акула».

## Опис
Загальна довжина досягає 26 см. Голова помірно довга, майже у 1,5 рази більше за черево. Морда сплощена. Очі великі, овальні. За ними є відносно великі бризкальця. У неї 5 пар дуже коротких зябрових щілин, в 3 рази менших за очі. Тулуб стрункий, циліндричний. Шкіряна луска має конічну форму з гакоподібними коронками, розташована рідко, правильними рядками. Має 2 спинних плавця з колючими шипами. Відстань від заднього краю черевних плавців до хвостового плавця дорівнює відстані від кінчика морди до першої зябрової щілини. Хвіст довгий. Анальний плавець відсутній.
Забарвлення спини темно-сіре, черево має чорний колір. Вище та позаду черевних плавців присутня чорна смуга. Уздовж осі хвостового плавця є чорні смужки. На шкірі присутні флуоресцентні ділянки, що світиться у темряві.

## Спосіб життя
Тримається на глибинах від 275 до 824 м, рідко підіймається вище 350 м. Воліє до континентального шельфу. Здійснює добові міграції — вдень полює біля дна, вночі підіймається вище до поверхні. Живиться дрібними ракоподібними, невеликими головоногими молюсками та донною рибою.
Це яйцеживородна акула. Новонароджені акуленята сягають 15-16 см завдовжки.

## Розповсюдження
Мешкає в Карибському басейні — біля узбережжя штатів Північна Кароліна, Джорджія, Флорида (США), Ангільї, Барбадосу, Куби, Гондурасу, Колумбії.